# Álvaro Salazar
Álvaro Luis Salazar Bravo (* 24. März 1993 in Linares) ist ein chilenischer Fußballtorwart. Er gewann drei chilenische Meisterschaften.

## Karriere

### Verein
Álvaro Salazar begann seine Fußballkarriere als Mittelfeldspieler in Linares bei der Akademie Villa San Ambrosio. Während eines Spiels musste er wegen einer Verletzung des Torwarts einspringen und zeigte dabei eine hervorragende Leistung.
2006 wechselte er in die Jugend vom CSD Colo-Colo, nachdem er bei einem Probetraining aufgefallen war, und wurde dort Torhüter der U13-Mannschaft. 2012 stieg er in die erste Mannschaft auf und debütierte in einem 5:1-Sieg gegen Audax Italiano. Im August 2013 gab er sein internationales Debüt in der Copa Sudamericana gegen Deportivo Pasto.
Der Torwart spielte auf Leihbasis für den AC Barnechea in der Saison 2014 und kehrte 2015 zu Colo-Colo zurück. Trotz seiner Rolle als dritter Torhüter leistete er wichtige Beiträge in einigen Spielen, darunter die Copa Chile 2016, die der Klub gewinnen konnte. Mit den Albos holte er zudem drei Meistertitel. Nach weiteren Stationen bei Universidad de Concepción, Unión Española, Audax Italiano und Barnechea gab er Ende 2023 seinen Wechsel zu Unión San Felipe bekannt.

### Nationalmannschaft
Salazar wurde 2013 von Mario Salas in die U20-Nationalmannschaft für die Weltmeisterschaft in der Türkei berufen. Chile schied durch einen Treffer in der 121. Spielminute im Viertelfinale gegen Ghana aus. Salazar kam jedoch nicht zum Einsatz. Im Mai 2014 bestritt der Torwart zwei Partien für die U21-Nationalmannschaft beim Turnier von Toulon.

## Erfolge
Colo-Colo
- Chilenischer Meister: 2013/14-C, 2015/16-A, 2017-T
- Chilenischer Pokalsieger: 2016
- Chilenischer Supercup-Sieger: 2017, 2018